# Rothenfels
Rothenfels er en by i Landkreis Main-Spessart i regierungsbezirk Unterfranken i den tyske delstat Bayern. Den er en del af Verwaltungsgemeinschaft Marktheidenfeld. Den regnes for den mindste by i Bayern.

## Geografi
Rothenfels liggere på floden Mains højre bred, mellem Lohr am Main og Marktheidenfeld. Indeklemt mellem floden og en stejl skrænt, består byen ikke af meget mere end hovedgaden. Siden 2006 har man brugt Maindiget som omfartsvej.
Oven for byen ligger Burg Rothenfels, sammen med landsbyen Bergrothenfels.

## Historie
Byen er opstået omkring 1148 sammen med Burg Rothenfels, men er først nævnt som by i 1342. Under sekulariseringen i 1803 faldt det würzburgiske Rothenfels til fyrstehuset Löwenstein-Wertheim-Rosenberg, og i 1806 til Fyrstedømmet Aschaffenburg. I 1813 blev Rothenfels en del af Bayern.